# Joker (film, 2015)
Pour les articles homonymes, voir Joker et Wild Card.
Pour plus de détails, voir Fiche technique et Distribution.
Joker ou L'As de Vegas au Québec (Wild Card) est un film américain réalisé par Simon West et sorti en 2015. Il s'agit d'une adaptation du roman Heat (1985) de William Goldman, qui signe lui-même le scénario.
Le film reçoit des critiques globalement négatives et est un échec commercial.

## Synopsis
Nick Wild est un ancien militaire britannique, reconverti dans la protection rapprochée de riches clients. Accro au jeu et endetté, il compte quitter Las Vegas et rêve de s'installer en Corse. Il s'occupe alors de la protection du jeune et frêle Cyrus Kinnick, qui veut jouer en toute sécurité au casino. Nick est recontacté par son ancienne petite-amie Holly. Celle-ci a été hospitalisée après avoir été retrouvée battue et laissée pour morte. Nick accepte de l’aider. Grâce à ses nombreux contacts dans la « la ville du péché », il découvre que le coupable est le puissant mafieux Danny DeMarco. Nick se rend au Golden Nugget où il séjourne et le tabasse, lui et ses deux gardes du corps. Ses actes vont avoir des conséquences.

## Fiche technique
- Titre français : Joker
- Titre québécois : L'As de Vegas
- Titre original : Wild Card
- Réalisation : Simon West
- Scénario : William Goldman, d'après son roman Heat
- Musique : Dario Marianelli
- Décors : Greg Berry
- Costumes : Lizz Wolf
- Photographie : Shelly Johnson
- Montage : Padraic McKinley et Thomas J. Nordberg
- Production : Steve Chasman
- Producteurs délégués : Robert Earl, Cassian Elwes, Nick Meyer, Brian Pitt, Jib Polhemus et Marc Schaberg
- Coproducteur : John J. McLaughlin

Producteurs associés : Samantha Brooks et David Shojai
- Sociétés de production : Lionsgate, SJ Heat Productions, Sierra Affinity, Cinema Seven Productions, Current Entertainment, Quad Films, SJ Pictures et Silver State Production Services
- Distribution : Lionsgate (États-Unis), La Belle Company (France)
- Budget : 30 000 000 $[2]
- Pays de production :  États-Unis
- Langue originale : anglais
- Format : couleurs - 2.35:1 – 35 mm, numérique — son Dolby Digital
- Genre : action, thriller
- Durée : 92 minutes
- Dates de sortie[3] :
  - France, Belgique : 14 janvier 2015
  - États-Unis : 30 janvier 2015 (sortie limitée)
- Classification[4] :
  - France : interdit aux moins de 12 ans
  - États-Unis : PG-13 (enfants de moins de 13 ans accompagnés d'un adulte)

## Distribution
- Jason Statham (VF : Boris Rehlinger ; VQ : Sylvain Hétu) : Nick Wild
- Stanley Tucci (VF : Gérard Darier ; VQ : Jacques Lavallée) : Baby
- Sofía Vergara (VF : Ethel Houbiers ; VQ : Nathalie Coupal) : Doris
- Milo Ventimiglia (VF : Bruno Choël ; VQ : Tristan Harvey) : Danny DeMarco
- Michael Angarano (VF : Donald Reignoux ; VQ : Xavier Dolan) : Cyrus Kinnick
- Anne Heche (VQ : Linda Roy) : Roxy
- Hope Davis (VF : Nolwenn Korbell ; VQ : Viviane Pacal) : Cassandra
- Jason Alexander (VF : Fred Renno ; VQ : Alain Zouvi) : Pinky
- Cedric the Entertainer : Pinchus
- Max Casella (VF : Philippe Bozo ; VQ : Benoît Brière) : Osgood
- Dominik García-Lorido (VF : Anouck Montreuil ; VQ : Magalie Lépine-Blondeau) : Holly
- Chris Browning (en) (VQ : Patrick Chouinard) : Tiel
- François Vincentelli : Benny
- Daviena McFadden (VF : Odile Schmitt ; VQ : Johanne Garneau) : Millicent
- Matthew Willig (en) (VQ : Jean-François Beaupré) : Kinlaw

Version française réalisé aux studios AGM Factory, direction artistique et adaptation de Yann Legay.
 Source et légende : version française (VF) sur RS Doublage et crédits VF à la fin du film
 Source et légende : version québécoise (VQ) sur Doublage.qc.ca

## Production

### Genèse et développement
Joker est l'adaptation cinématographique du roman Heat de William Goldman, publié en 1985, et déjà adapté dans Banco (1986) de Dick Richards et Jerry Jameson avec Burt Reynolds.
William Goldman écrit lui-même le scénario, plus de dix ans après son dernier scénario écrit pour le cinéma (Dreamcatcher de Lawrence Kasdan sorti en 2003).
En 2012, Brian De Palma est annoncé comme réalisateur du film,. Le tournage doit avoir lieu fin 2012 en France. Cependant, en novembre 2012, il est annoncé que c'est finalement Simon West qui réalisera le film.

### Attribution des rôles
Jason Statham est annoncé dès 2012 sur le projet, alors prévu pour Brian De Palma. Il retrouve finalement le réalisateur Simon West, qui l'avait dirigé dans Le Flingueur (2011) et Expendables 2 : Unité spéciale (2012). Jason Statham a fait un régime à base d’épinards et de riz brun durant le tournage du film. Steve Chasman, producteur de Joker, connait très bien Jason Statham. Les deux hommes ont collaboré ensemble dans onze films, celui-ci étant le douzième. Parmi ces longs métrages : The One (2001), Rogue l'ultime affrontement (2007), la trilogie Le Transporteur, Blitz (2011), Safe (2012), Parker (2013)… et bien d’autres.
Les acteurs Sofia Vergara et Stanley Tucci s’étaient déjà croisés en 2002 puisqu’ils figuraient tous deux à la distribution de la comédie Big Trouble réalisée par Barry Sonnenfeld.

### Tournage
Sauf indication contraire ou complémentaire, les informations mentionnées dans cette section proviennent du générique de fin de l'œuvre audiovisuelle présentée ici.
Le tournage se déroule en Louisiane à La Nouvelle-Orléans et dans la paroisse de Jefferson ; à Las Vegas, au Golden Nugget entre autres, ainsi qu'en Corse, notamment à Saint-Florent,.

### Bande originale
Sauf indication contraire, les informations mentionnées dans cette section peuvent être confirmées par le générique de fin de l'œuvre audiovisuelle présentée ici, ainsi que par la base de données cinématographiques IMDb,  présente dans la section « Liens externes ».
- Gambling Blues par Magic Slim and the Teardrops.
- Blue Christmas par Dean Martin.
- Please Come Home for Christmas (en) par Charles Brown.
- Hydra par KhoMha.
- Fugue state par Nero.
- Money (That's What I Want) par Barrett Strong de 1959.
- What'd I Say par Ray Charles de 1959.
- White Christmas par The Drifters de 1954.
- Make Your Move par Nadia Fares.
- I'm Alive (en) par Johnny Thunder (en) de 1968.
- Agent Shavers et The House Always Wins par Christophe Beck (tirées du film Players).
- The Fight et Shakedown par Marc Streitenfeld (tirées du film American Gangster).

Musique non mentionnées dans le générique
- Ah! Sweet Mystery of Life.

## Sortie et accueil

### Accueil critique
Joker a généralement reçu des critiques négatives de la part des critiques de cinéma. Sur l’agrégateur de critiques Rotten Tomatoes, il obtient 31% d'avis favorables pour 58 critiques et une note moyenne de XX⁄10. Le consensus suivant résume les critiques compilées par le site : « Les fans de Hardcore Jason Statham peuvent profiter de certaines parties de Joker, mais de toutes les autres actions les aficionados n'ont pas à postuler ». Sur Metacritic, qui utilise une moyenne pondérée, le film obtient une note de 40⁄100 pour 19 critiques.
Sur le site AlloCiné, qui recense 12 critiques de presse, le film obtient la note moyenne de 2,2⁄5
.

### Box-office
Le film est un échec, avec seulement 6,7 millions de dollars récoltés au box-office, pour un budget de 30 millions de dollars,. Aux États-Unis, il ne connait qu'une sortie limitée en salles et n'est exploité qu'en vidéo à la demande.
| Pays ou région     | Box-office      | Date d'arrêt du box-office | Nombre de semaines |
| ------------------ | --------------- | -------------------------- | ------------------ |
| États-Unis, Canada | NC              | -                          | -                  |
| France             | 313 577 entrées | -                          | -                  |
| Total mondial      | 6 738 764 $     |                            |                    |